# Chironomus lugubris
Chironomus lugubris är en tvåvingeart som beskrevs av Zetterstedt 1850. Chironomus lugubris ingår i släktet Chironomus och familjen fjädermyggor. Arten är reproducerande i Sverige. Inga underarter finns listade i Catalogue of Life.